# Manton (Míchigan)
Manton es una ciudad ubicada en el condado de Wexford en el estado estadounidense de Míchigan. En el Censo de 2010 tenía una población de 1287 habitantes y una densidad poblacional de 308,07 personas por km².

## Geografía
Manton se encuentra ubicada en las coordenadas 44°24′41″N 85°24′2″O / 44.41139, -85.40056. Según la Oficina del Censo de los Estados Unidos, Manton tiene una superficie total de 4.18 km², de la cual 4.04 km² corresponden a tierra firme y (3.35%) 0.14 km² es agua.

## Demografía
Según el censo de 2010, había 1287 personas residiendo en Manton. La densidad de población era de 308,07 hab./km². De los 1287 habitantes, Manton estaba compuesto por el 96.27% blancos, el 0.54% eran afroamericanos, el 0.85% eran amerindios, el 0% eran asiáticos, el 0% eran isleños del Pacífico, el 0.39% eran de otras razas y el 1.94% pertenecían a dos o más razas. Del total de la población el 2.33% eran hispanos o latinos de cualquier raza.